# Okanagan-Westside (circonscription britanno-colombienne)
Pour les articles homonymes, voir Okanagan (homonymie) et Westside (homonymie).
Circonscription électorale provinciale du Canada
Okanagan-Westside est une ancienne circonscription provinciale de la Colombie-Britannique représentée à l'Assemblée législative de la Colombie-Britannique de 2001 à 2009.

## Géographie
La circonscription comprenait un territoire incluant les communautés de Westbank, Westside et de Summerland jusqu'au pont Okanagan Lake (en)

## Liste des députés
| Législature                                                                                    | Années                                                                                         | Député                                                                                         | Député                                                                                         | Parti                                                                                          |
| Okanagan-Westside Circonscription issue d'Okanagan West, Okanagan-Vernon et Okanagan-Penticton | Okanagan-Westside Circonscription issue d'Okanagan West, Okanagan-Vernon et Okanagan-Penticton | Okanagan-Westside Circonscription issue d'Okanagan West, Okanagan-Vernon et Okanagan-Penticton | Okanagan-Westside Circonscription issue d'Okanagan West, Okanagan-Vernon et Okanagan-Penticton | Okanagan-Westside Circonscription issue d'Okanagan West, Okanagan-Vernon et Okanagan-Penticton |
| ---------------------------------------------------------------------------------------------- | ---------------------------------------------------------------------------------------------- | ---------------------------------------------------------------------------------------------- | ---------------------------------------------------------------------------------------------- | ---------------------------------------------------------------------------------------------- |
| 37e                                                                                            | 2001–2005                                                                                      |                                                                                                | Rick Thorpe                                                                                    | Libéral                                                                                        |
| 38e                                                                                            | 2005–2009                                                                                      |                                                                                                | Rick Thorpe                                                                                    | Libéral                                                                                        |
| Circonscription abolie, voir Westside-Kelowna, Penticton et Fraser-Nicola                      |                                                                                                |                                                                                                |                                                                                                |                                                                                                |